# 寺主
寺主（じしゅ）とは、仏教の僧侶の役職の1つ。三綱を構成する役職である。寺院内の事務を管轄した。
元は仏塔を守る僧侶の住む伽藍の管理者であり、サンスクリット語には「vihâra-svâmin（毘訶羅沙弥）」という役職があった。この漢訳が「寺主」であったと言われている。
中国では梁の武帝が、法雲を光宅寺の寺主に任じたのを嚆矢とする。侯景は武帝を太平寺の寺主としている。北周には陟岵寺に寺主が置かれ、北周の廃仏の断絶を挟んで、隋代の大興善寺に受け継がれた。武則天は薛懐義を白馬寺の寺主に任じた。
日本では大化元年（645年）に恵妙を百済寺の寺主に任じたと言われている。大宝律令制定以後に各寺院に他の三綱とともに寺主の設置が義務付けられた。